# Ctenotus robustus
Ctenotus robustus este o specie de șopârle din genul Ctenotus, familia Scincidae, descrisă de Storr 1970. Conform Catalogue of Life specia Ctenotus robustus nu are subspecii cunoscute.